# 하퍼스 위클리
하퍼스 위클리(Harper's Weekly)는 뉴욕에 기반을 둔 미국의 정치 잡지이다. 하퍼 앤 브라더스가 1857년부터 1916년까지 발간하였으며, 정치, 외교 뉴스와 픽션, 다양한 주제에 대한 수필, 유머 등을 삽화와 함께 실었다. 이 잡지는 전쟁에 대한 많은 사건의 삽화를 포함하여 남북 전쟁에 대한 방대한 규모의 기사를 보도했다. 절정기에는 정치 만화가 토머스 내스트의 포럼이 있었다.
펠리체 베아토가 촬영한 조선 최초의 사진으로 여겨지는 신미양요에 관련된 사진들도 하퍼스 위클리를 통해 1871년 9월 9일자에 실렸다.

## 역사

### 시초

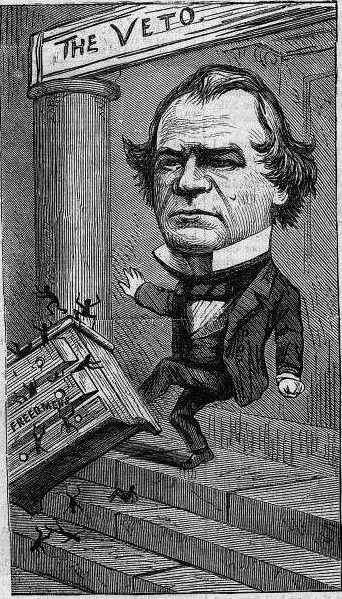
A 토머스 내스트의 앤드루 잭슨 대통령 캐리커처

1825년 형제들 제임스, 존, 웨슬리와 함께, 플레쳐 하퍼는 출판사 ‘하퍼 앤 브라더스’(Harper & Brothers)를 시작했다. 《일러스트레이티드 런던 뉴스》(Illustrated London News)의 성공 사례를 따라, 하퍼는 1850년 《하퍼스 먼슬리》(Harper’s Monthly)를 출간한다. 이 잡지는 찰스 디킨스와 윌리엄 메이크피스 새커리와 같은 지명도 높은 작가들의 글을 실었고, 얼마되지 않아서 주간지를 발간해도 될만큼 부수와 흥미가 좋아졌다.
1857년에, 뉴욕에서 《하퍼스 위클리》가 출간되기 시작했다. 1860년경에는 위클리의 부수가 20만부에 달하게 되었다. 삽화는 위클리 내용에서 중요한 일부였으며, 당대 가장 저명한 삽화가들을 이용하여 명성을 쌓게 되었고, 그들 중 윈슬로 호머, 그랜빌 퍼킨스와 리빙스턴 홉킨스가 있었다.
계속 회자된 특징 중에는 토머스 내스트의 정치 만화가 있었으며, 그는 1862년 입사를 하여, 위클리에서 20년 이상을 일했다. 내스트는 겁많은 캐리커처 작가로 종종 미국 정치 카툰의 대부라고 불리기도 한다. 그는 공화당의 상징으로 코끼리를 최초로 이용했다. 그는 또한 전설적인 산타 클로스의 캐릭터를 그리기도 하였다. 그가 그린 산타는 피겨와 강력하게 연결되었으며, 그것들은 19세기 말에 들어와 크리스마스의 일부로 인기를 끌었다.